# Il nemico (film 2023)
Il nemico (Foe) è un film del 2023 diretto da Garth Davis.
La pellicola è l'adattamento cinematografico del romanzo omonimo di Iain Reid, co-autore della sceneggiatura insieme a Davis.

## Trama
Midwest, 2065. In un mondo al collasso e con risorse naturali prossime all’esaurimento, l’umanità esplora le possibilità di colonizzare lo spazio. Junior ed Henrietta conducono un’esistenza monotona in una vecchia fattoria e faticano a nascondere i problemi del loro matrimonio. Una sera ricevono una visita da Terrance, che li informa che Junior è stato selezionato per prendere parte a un programma spaziale che dovrebbe avviarsi entro un paio d’anni. La notizia turba i due coniugi.
Dopo un anno, Terrance si ripresenta annunciando che la partenza di Junior è imminente e che lui rimarrà nella fattoria per le due settimane seguenti per osservare la coppia. Prima del suo arrivo Hen e Junior trascorrono del tempo da soli e, assistendo al rogo di un vecchio fienile, Junior tenta di gettarsi tra le fiamme, ma viene salvato. Junior si risveglia con un braccio bendato e viene informato da Hen a Terrance di aver subito un’operazione al tendine. Terrance inoltre informa Junior che mentre sarà in missione verrà sostituito a casa da un “sostituto biologico”, una sorta di clone con l’aspetto di Junior, i suoi ricordi, il suo carattere e comportamento.
Junior reagisce male alla notizia, ma non ha scelta e nelle settimane successive Terrance lo intervista a fondo e annota ogni sua mossa. Junior scopre che anche Hen intanto ha colloqui con Terrance, a cui ha confidato i loro problemi coniugali. Con il passare dei giorni Junior diventa sempre più paranoico e instabile, avendo continue allucinazioni in cui viene aggredito da Terrance o agenti governativi. Inoltre, spia una conversazione tra Hen e Terrance in cui la moglie rivela il suo desiderio di lasciarlo e cambiare vita. Junior affronta Terrance, accusandolo di volergli portare via la moglie. Il giorno dopo Junior si ritrova legato a terra davanti a Terrance e a una copia di se stesso. Terrance gli rivela che l’uomo con lui è il vero Junior, mentre quello legato a terra è la copia, portata alla fattoria un anno prima il giorno della partenza del vero Junior, che ora è appena tornato dalla missione. Hen cerca di difendere il clone, con cui ha creato un evidente legame, ma il “sostituto biologico” viene eliminato. Terrance si confessa sorpreso nello scoprire che il sostituto potesse provare amore.
Hen, che non sapeva che il sostituto sarebbe stato ucciso, è profondamente segnata dall’esperienza e fatica ad adattarsi al ritorno del vero marito. Lo stesso Junior si sente tradito da Hen e non ha intenzione di lasciare la fattoria, come invece la moglie vorrebbe. Ferita dal suo rifiuto di danzare con lei sotto la pioggia, Hen se ne va di casa, lasciando solo una lettera bianca per "spiegare" la sua assenza, come aveva precedentemente annunciato a Terrance. Dopo qualche giorno Hen torna a casa serena e remissiva, per la gioia di Junior, che solo qualche giorno dopo si rende conto che quella con cui potrà vivere felice non è la moglie, ma una "sostituta biologica". La vera Hen intanto è su un aereo, pronta per una nuova vita.

## Produzione

### Sviluppo
Nel giugno 2021 è stato annunciato che Garth Davis avrebbe diretto e co-sceneggiato un adattamento cinematografico del romanzo di Reid e che Saoirse Ronan, Paul Mescal e Lakeith Stanfield avrebbero fatto parte del cast. Quattro mesi più tardi Aaron Pierre ha sostituito Stanfield nel ruolo di Terrance.

### Riprese
Le riprese si sono svolte in Australia tra il gennaio e l'aprile 2022.

## Promozione
Il primo trailer è stato pubblicato il 24 agosto 2023.

## Distribuzione
Il film è stato proiettato in anteprima mondiale il 30 settembre 2023 in occasione della 61ª edizione del New York Film Festival prima di essere distribuito nelle sale statunitensi dal 6 ottobre dello stesso anno e approdare sulla piattaforma Prime Video il 5 gennaio 2024.